# Hnědý horský skot
Hnědý horský skot, německy braunvieh, je plemeno skotu s kombinovanou užitkovostí, pocházející z oblasti Alp. Jedná se o jedno z nejstarších kulturních plemen, vzniklo již ve středověku, a to ve středním Švýcarsku. Podle kantonu Schwyz byl tento skot označován též jako švýcké plemeno. Zvláště ve východním Švýcarsku je tento hnědý skot chován dodnes a označuje se jako švýcarský hnědý skot, v Německu je hlavní oblastí chovu Algavsko a německý hnědý skot se proto nazývá též algavský skot. Populace hnědého skotu existuje i v Rakousku, jiný název pro rakouský hnědý skot je montafonský skot či montafon podle vorarlberského údolí Montafon. Hnědý horský skot byl v minulosti importován do Spojených států a do Kanady, kde byl dále šlechtěn na převažující mléčnou užitkovost. Tato zvířata mají též větší tělesný rámec a označují se jako brown swiss. Zpětně jsou používaná k zušlechťování původní populace hnědého skotu, ke zlepšení končetin a dojitelnosti.

## Historie
Plemeno vychází z původního typu skotu, který se do alpské oblasti dostal už před naším letopočtem. První šlechtění započalo již před 600 lety ve středním Švýcarsku, odkud se hnědý skot rozšířil i do okolních oblastí a dále byl udržován čistokrevnou plemenitbou. Kontrola užitkovosti se provádí už od roku 1870.

## Charakteristika
Hnědý skot je plemeno středního tělesného rámce s poměrně jemnou kostrou a dobrým osvalením. Zvířata jsou rohatá. Zbarvení je charakteristicky plášťově hnědé až šedé, přičemž býci jsou tmavší než krávy. Hroty rohů, paznehty a mulec jsou tmavé, mulec je světle obroubený, častý je tmavý pruh na hřbetě.
Užitkovost je kombinovaná maso-mléčná. Hnědý skot dal v roce 2001 v kontrole užitkovosti průměrně ve Švýcarsku 6236 kg mléka za laktaci, v roce 2003 v Německu 6640 kg mléka a v roce 2004 v Rakousku 6650 kg mléka za laktaci. Průměrný obsah mléčných složek byl 4,1 % tuku a 3,5 % bílkoviny. Co se masné užitkovosti týče, denní přírůstky u býků vybraných k plemenitbě v roce 2003 v Německu dosahovaly 1130 g. Mezi velké přednosti hnědého horského skotu patří jeho pevná konstituce a odolnost proti nemocem, nenáročnost na chovatelské podmínky, dlouhověkost, ranost a dobrá schopnost výkrmu.

## Fotogalerie

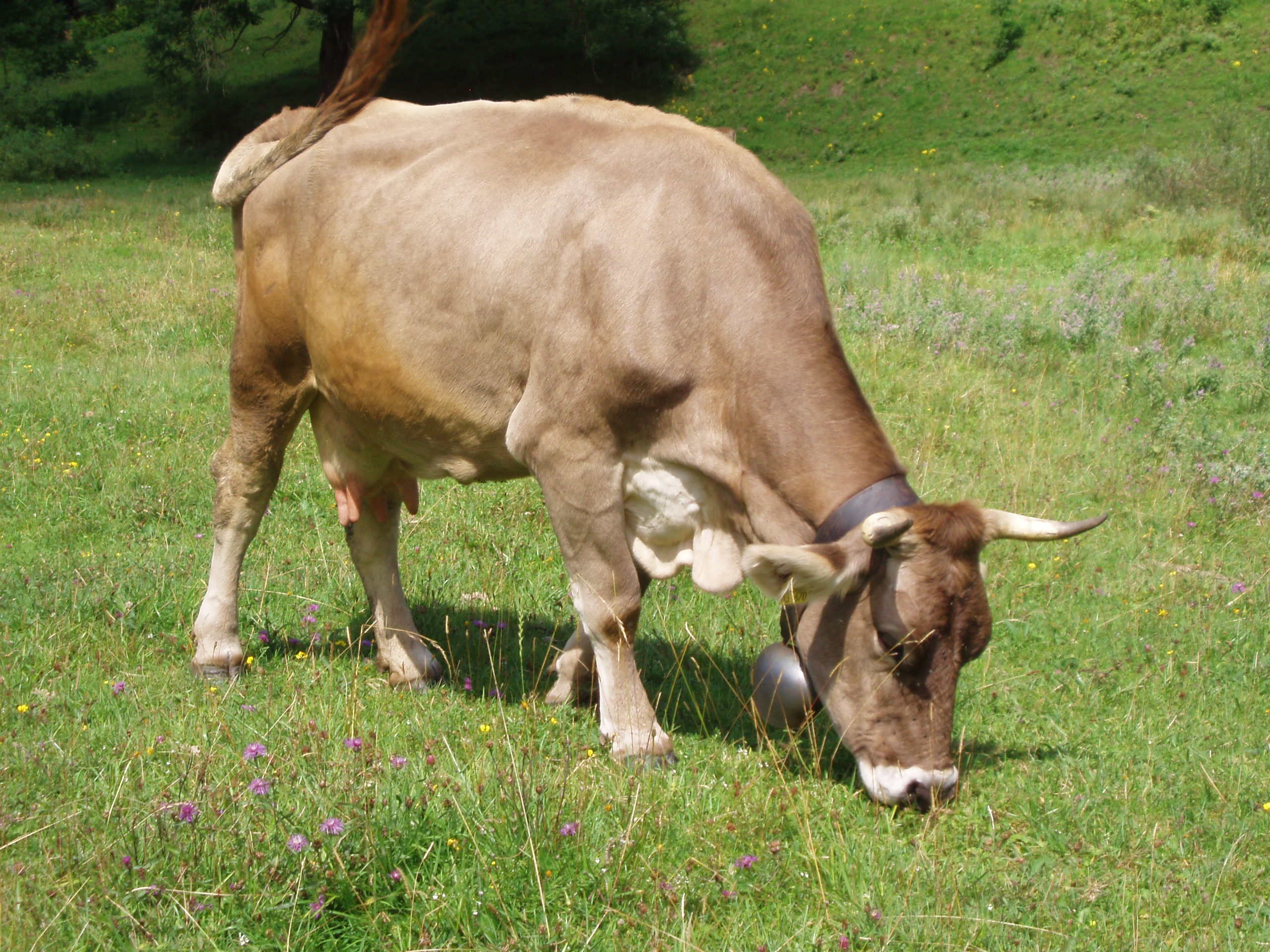
Pasoucí se hnědá kráva v Allgäu
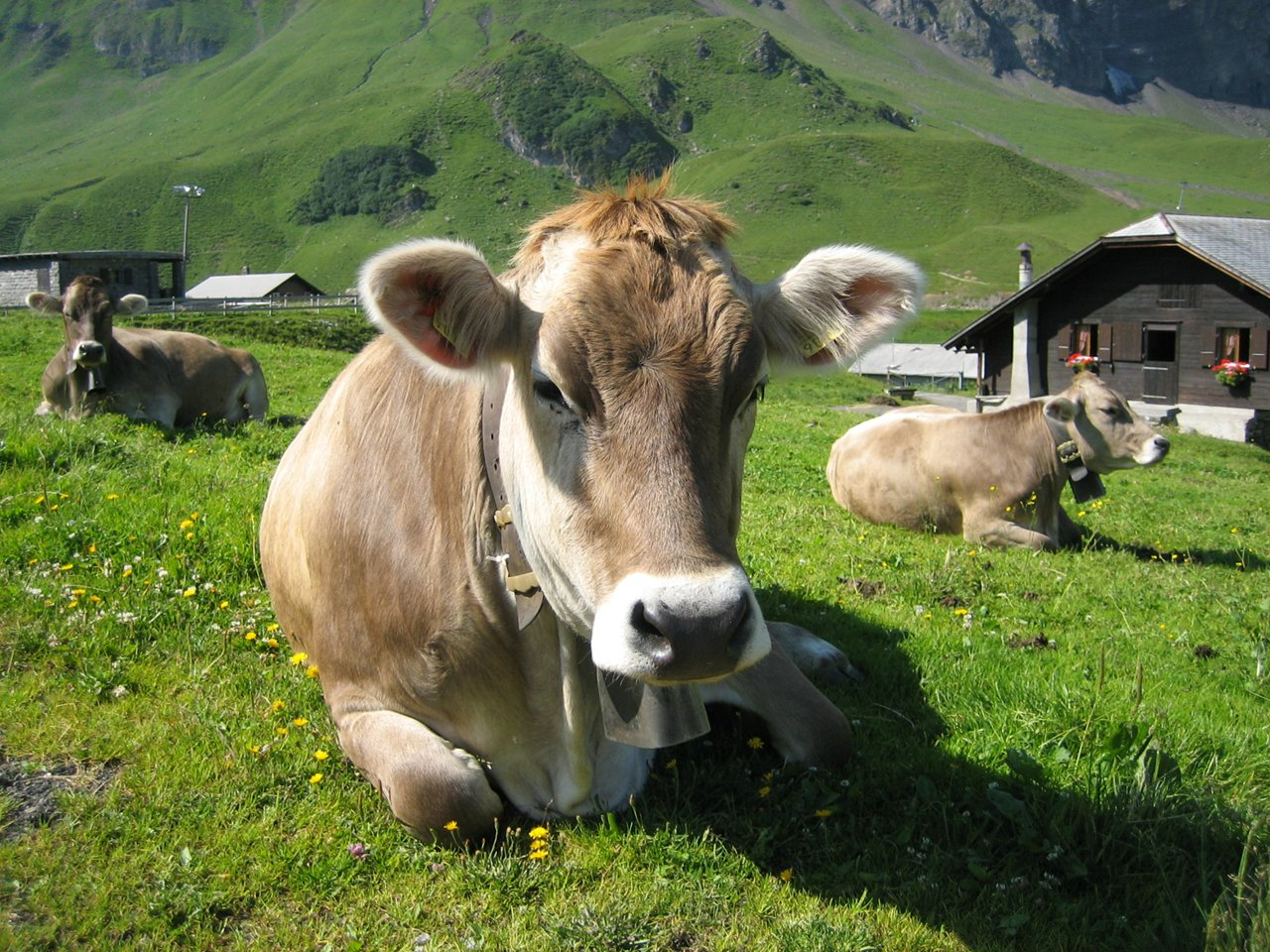
Stádo hnědého skotu na alpské pastvině
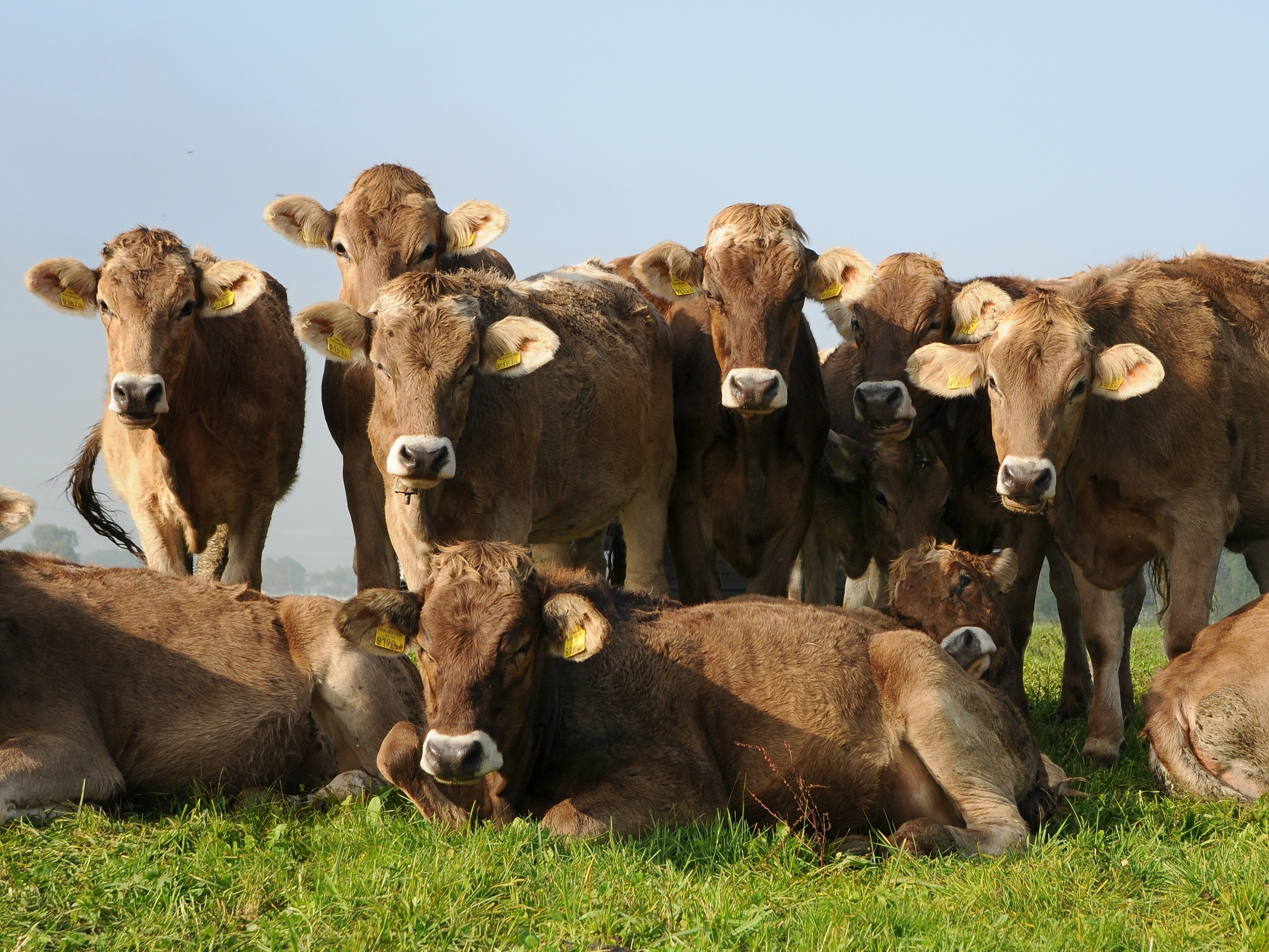
Stádo hnědého skotu